# 克里斯特爾普萊恩斯 (堪薩斯州)
克里斯特爾普萊恩斯（英語：Crystal Plains）是位於美國堪薩斯州史密斯縣的一個鬼鎮。

## 歷史
克里斯特爾普萊恩斯的郵政局於1873年設立，直到1888年結束營運。

## 地理
克里斯特爾普萊恩斯所處的海拔為高於海平面524米（即1719英呎），而該地所採用的時區為UTC-6，即北美中部時區（CST）。同時該地設有夏令時間，為UTC-6調快一小時，即UTC-5（CDT）。